# Nozawaonsen
Nozawaonsen (野沢温泉村 Nozawaonsen-mura?) är en landskommun (by) i Nagano prefektur på ön Honshu i Japan.

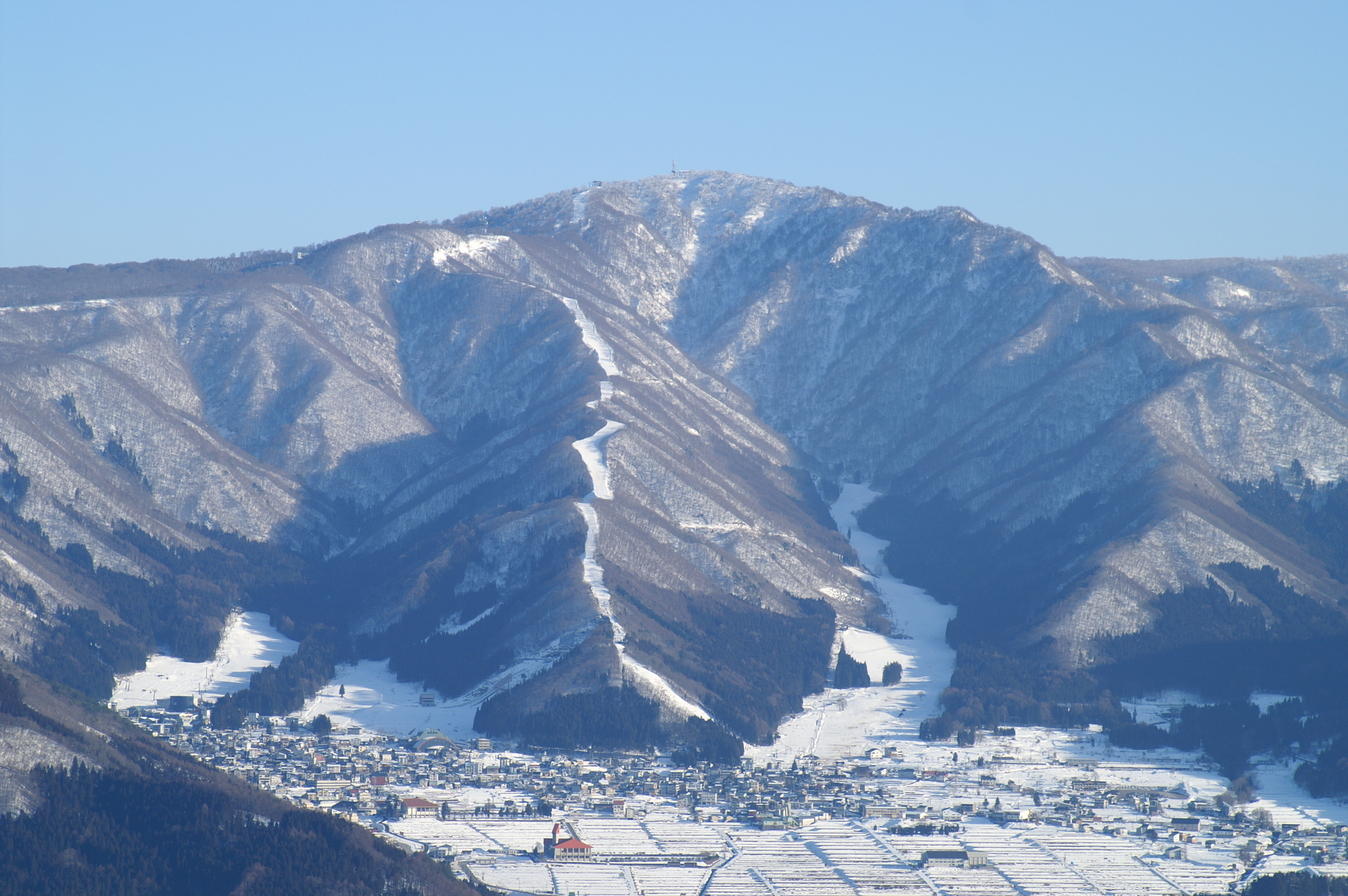
Nozawaonsen i januari 2007.

Platsen, som anses ha anor tillbaka till 700-talet, har varit känd för sina varma källor sedan Edoperioden. Enligt legenden upptäcktes den första varma källan i området av en björn och visades sedan för en jägare av en skadad björn.
Skidskytte vid olympiska vinterspelen 1998 avgjordes här. I januari varje år hålls en eldfestival här.

### Fotnoter
1. 1 2  ”Japansk sida med invånarantal och ytor”. Masahiro Higashide. https://uub.jp/cty/nagano.html. Läst 28 november 2021.
2. ↑  The Nozawa Onsen Guide
3. ↑  Nozawa Onsen Hot Springs Guide - Japan-Onsen
4. ↑  Nozawa Onsen Dosojin Matsuri
5. ↑  Hohmann, Skye, "Enjoy a hot night out at Nozawa Onsen", Japan Times, 1 januari 2012, p. 14.]